# Mátyus, Szabolcs-Szatmár-Bereg
Mátyus  este un sat în districtul Vásárosnamény, județul Szabolcs-Szatmár-Bereg, Ungaria, având o populație de 265 de locuitori (2011). 

## Demografie
Componența etnică a satului Mátyus
     Maghiari (77,32%)
     Romi (22,68%)
Componența confesională a satului Mátyus
     Reformați (77,36%)
     Romano-catolici (6,04%)
     Greco-catolici (5,28%)
     Necunoscută (11,32%)
     Alte religii (1,13%)
Conform recensământului din 2011, satul Mátyus avea 265 de locuitori. Din punct de vedere etnic, majoritatea locuitorilor (77,32%) erau maghiari, cu o minoritate de romi (22,68%).  Din punct de vedere confesional, majoritatea locuitorilor (77,36%) erau reformați, existând și minorități de romano-catolici (6,04%) și greco-catolici (5,28%). Pentru 11,32% din locuitori nu este cunoscută apartenența confesională.